# Catharine, or the Bower
Catharine, ou la Tonnelle
Catharine, or the Bower (Catharine, ou la Tonnelle) est une œuvre de jeunesse de la femme de lettres britannique Jane Austen, et qui appartient donc en tant que telle à ses Juvenilia. 

## Résumé
L'héroïne de l'histoire est une pauvre orpheline, élevé par une tante qui lui mène la vie dure, et dont les seules amies sont les filles d'un clergyman du voisinage, réduites après la mort de celui-ci, à devoir leur subsistance à des parents riches, mais avares. Ils envoient l'aînée de ces jeunes filles en Inde, avec la « flottille de pêche » (the fishing fleet), pour y « contracter un mariage splendide, mais malheureux » ([to be] splendidly but unhappily married). The fishing flee était alors l'expression consacrée pour désigner le contingent de jeunes filles, souvent orphelines, qui arrivaient chaque année en Inde pour y trouver un mari.
La plus jeune, de son côté,  est engagée comme dame de compagnie (companion) pour ses filles par un gentilhomme de leur famille, et doit donc mener une existence dans une position subalterne. 
Quant au nouveau pasteur qui a repris la cure de leur père, lui et sa femme sont de bonne famille, arrogants et querelleurs. La monotonie de la vie de Catherine n'est rompue que par l'arrivée d'une élégante famille dont la fille, snob et superficielle, semble trouver bien plaisante pour une fille l'idée de s'en aller accomplir un long voyage vers « le Bengale, la Barbade, où je ne sais trop quoi » pour faire un très beau mariage à peine arrivée ([and be] married soon after one's arrival to a very charming Man immensely rich).  
Catharine a pour seule retraite une tonnelle (bower) où elle va se réfugier pour abriter sa tristesse. La nouvelle est restée inachevée.

## Relations avec la vie et l'œuvre de Jane Austen
L'histoire de la malheureuse fille aînée semble directement inspirée de la destinée toute similaire de la tante de Jane Austen, Philadelphia Hancock, qui avait contracté un mariage riche, mais malheureux en Inde, après y être partie y trouver un mari pour éviter la misère. La fille de Philadelphia, Eliza Hancock, est la cousine préférée de Jane Austen, et lui inspire de nombreux personnages de ses œuvres.
On a vu d'autre part, dans la jeune fille superficielle dont Catharine doit subir les remarques, un personnage qui préfigure l'Isabella Thorpe de Northanger Abbey, la fausse amie de l'héroïne Catherine Morland.